# خانواده بل هیوئی

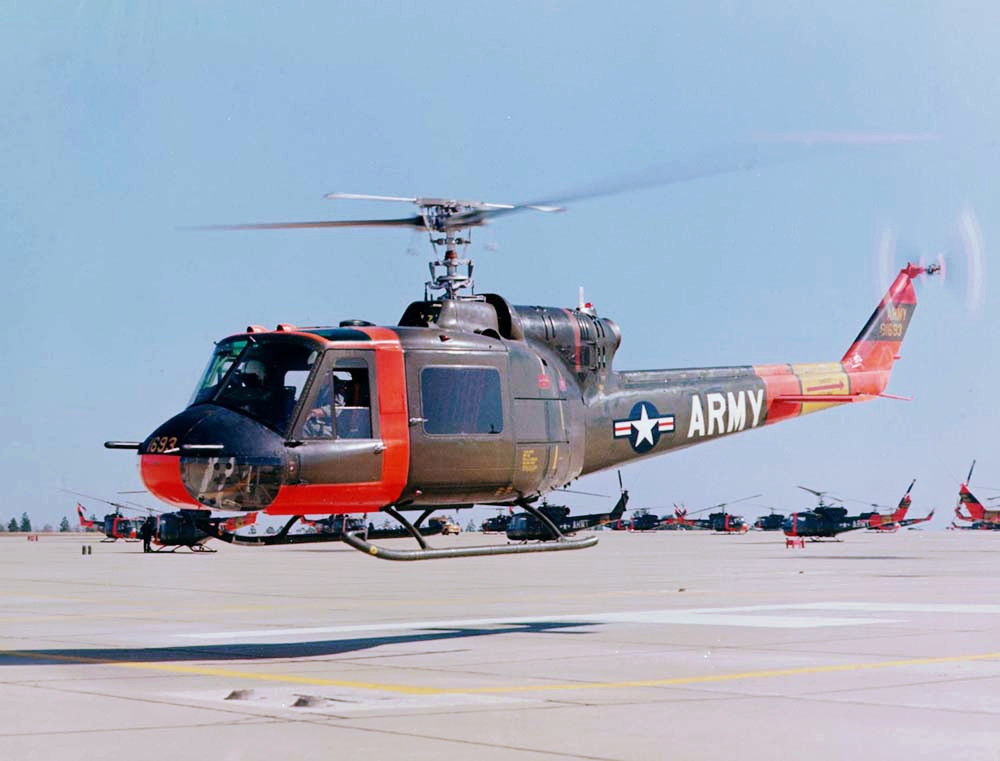
هلیکوپتر یو اچ-۱ ای

خانواده هلیکوپترهای بل هیوئی (به انگلیسی: Bell Huey family of Helicopters) شامل دسته بزرگی از هواگردهای نظامی و غیرنظامی می‌شود که توسط بل هلیکاپتر تکستران از سال ۱۹۵۶ میلادی ساخته شد.
طراحی‌های غیرنظامی مانند:
- بل بی ۲۰۴
- بالگردهای با قابلیت جابجایی ۱۱ نفر؛
- آگوستا-بل ای بی ۲۰۴
- بالگردهای با قابلیت جابجایی ۱۱ نفر که تحت نظر آگوستا ایتالیا ساخته شد.

طراحی‌های نظامی مانند:
- ایکس اچ-۴۰
- نمونه اولیه بل ۲۰۴ که از آن تنها سه نمونه تولید شد.
- تی اچ-۱ ای
- همان یو اچ-۱ ای با اضافه شدن دو فرمان کنترل و آلات دقیق پرواز کور.